# 新田真士
新田 真士（にった しんじ、1981年6月10日 - ）は、日本の男性声優、ナレーター、司会者、DJ、MC。
声のプロダクション株式会社キャラOSAKA所属。島根県出身。代々木アニメーション学院広島校卒業。
本名は 新田 誠（にった まこと）。
Sports MC DJ PA Team REALでは、MCシンジ名義で、サイクルイベントを中心に、スポーツMCとして活動中。